# Hermanni (öar)
Hermanni är öar i Finland. De ligger i Bottenviken och i kommunen Uleåborg i den ekonomiska regionen  Uleåborgs ekonomiska region i landskapet Norra Österbotten, i den norra delen av landet. Öarna ligger nära Uleåborg och omkring 540 kilometer norr om Helsingfors.
Arean för den av öarna koordinaterna pekar på är 1 hektar och dess största längd är 200 meter i sydöst-nordvästlig riktning.